# 伊拉姆

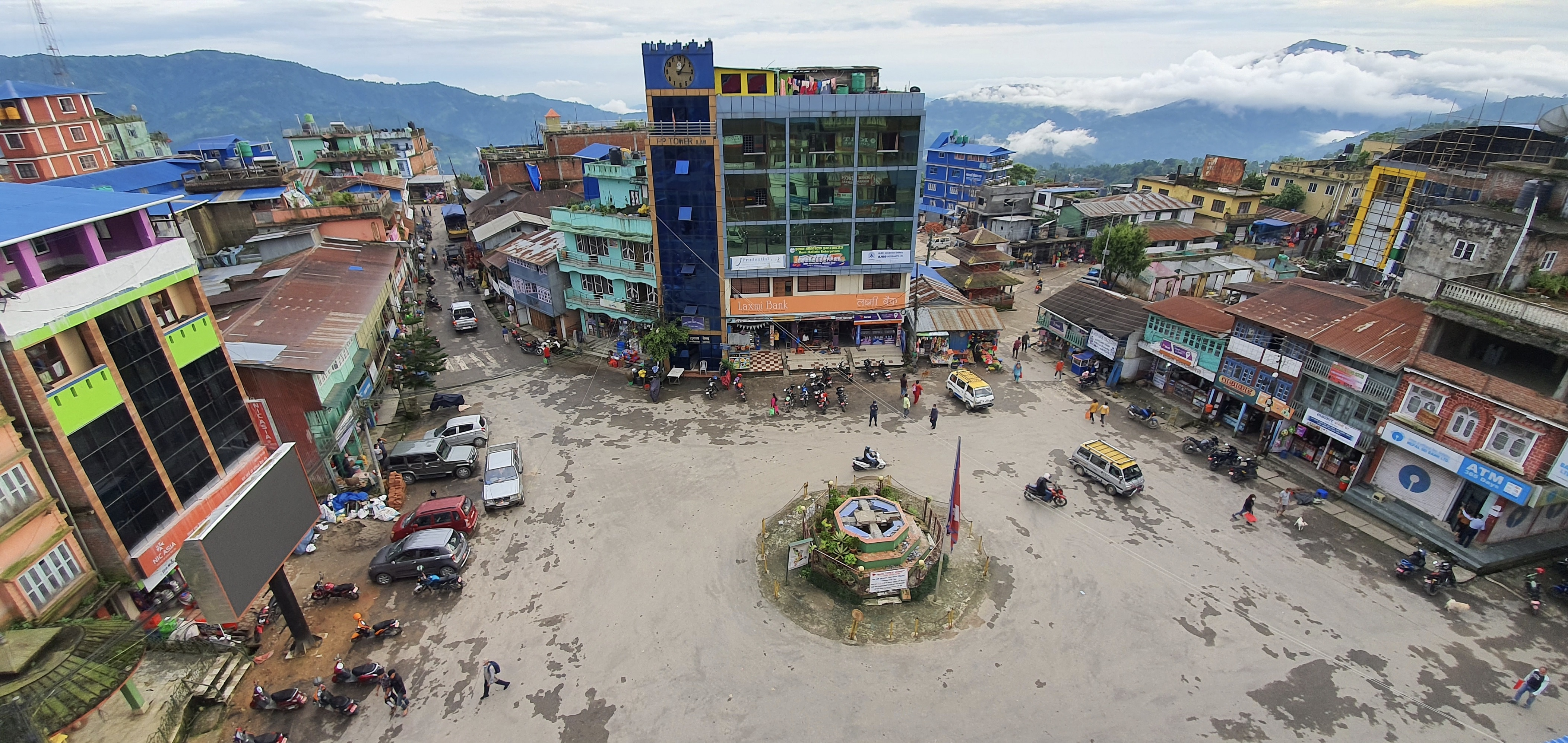
伊拉姆

伊拉姆（尼泊爾語： Listenⓘ）是尼泊爾的城市，位於該國東南部，屬於戈西省管轄，海拔高度約2,000米，主要農產品是茶葉，該市是熱門的旅遊地點，人口13,197。